# Planica

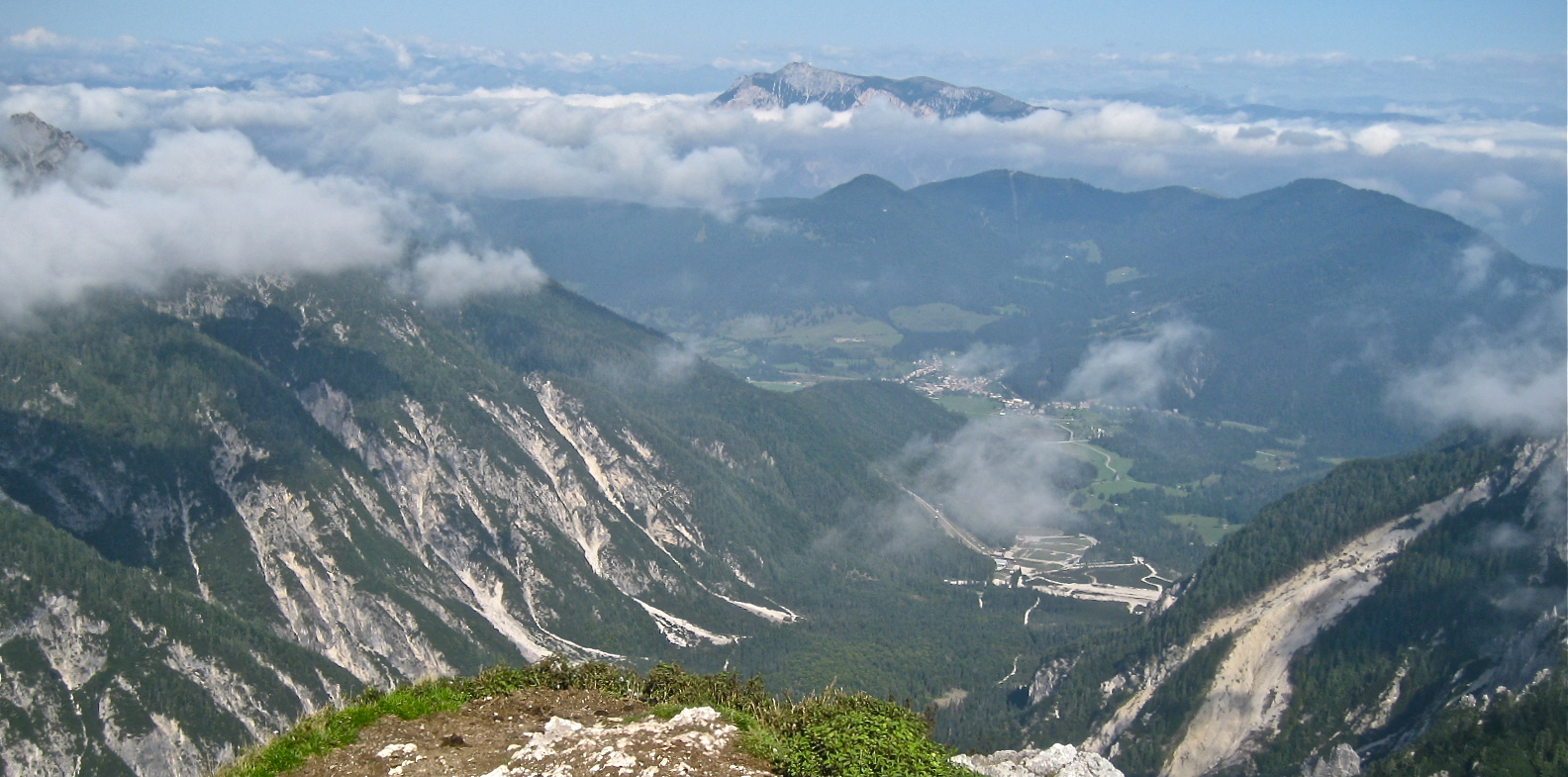
Widok na dolinę Planica ze Slemenovej špicy (1911 m n.p.m.).

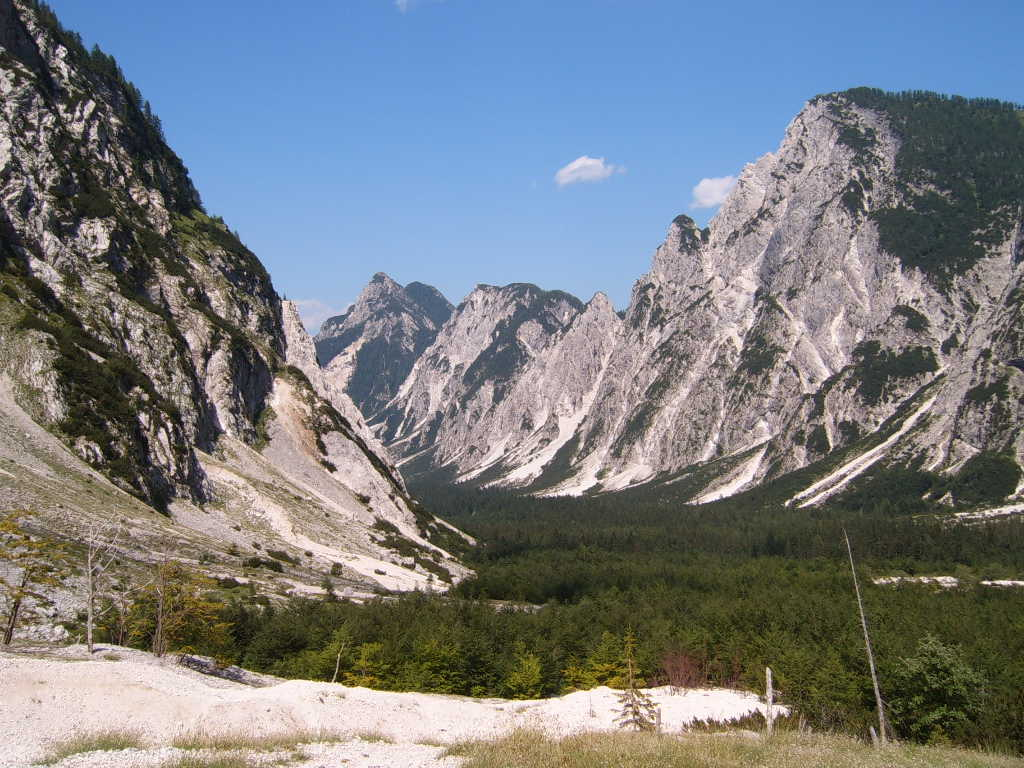
Dolina Tamar – południowa część Planicy.

Planica – polodowcowa dolina górska w północno-zachodniej Słowenii (przy granicy z Włochami i Austrią) w Alpach Julijskich, niedaleko Kranjskiej Gory.
Rozciąga się południkowo na długości niecałych 6 km – od wsi Rateče do schroniska turystycznego Dom v Tamarju / Planinski dom Tamar (1108 m n.p.m.). Stamtąd dolina wiedzie dalej na południe już pod nazwą Tamar.
Od zachodu Planica ograniczona jest pasmem górskim Ponc (najwyższy szczyt: Visoka Ponca – 2274 m n.p.m.), od wschodu Ciprnikiem (1745 m n.p.m.) i Sleme (1815 m n.p.m.), zaś od południa - jako dolina Tamar - przez Mojstrovkę (2366 m n.p.m.), Travnik (2379 m n.p.m.) i Jalovec (2645 m n.p.m.), które zatrzymują masy wilgotnego, nadadriatyckiego powietrza.
Niemal w całości objęta jest obszarem jedynego słoweńskiego parku narodowego – PN Triglav. Znany ośrodek sportów narciarskich.

## Obiekty sportowe
Pierwszy obiekt sportowy w Planicy (skocznię narciarską Bloudkovą velikankę) otwarto 4 lutego 1934. Głównym powodem umiejscowienia jej w tej dolinie były stabilne warunki wietrzne i pogodowe. Od 1969 r. funkcjonuje tam mamucia skocznia narciarska – Letalnica (do 2004 r. pod nazwą Velikanka), stanowiąca część - wybudowanego w latach 2011–2015, kosztem 40 mln euro i otwartego 11 grudnia 2015 - Nordijskiego centera Planica – największego w Słowenii ośrodka narciarstwa klasycznego.

## Link zewnętrzny
- Informacje o Planicy dla polskich turystów